# Hu Ruibao
Hu Ruibao (født 17. september 1996) er en kinesisk fodboldspiller, som spiller for den kinesiske storklub Guangzhou Evergrande.

## Karriere

### Guangzhou Evergrande I
Hu Ruibao begyndte i sin fodboldkarriere i storklubben Guangzhou Evergrande, hvor han kom på kontrakt i 2016. Guangzhou Evergrande vandt den kinesiske Super League i Ruibaos første sæson på førsteholdet, men han fik ikke en tællende ligakamp. Ruibao havde trøje nummer 36 i klubben, der med titlen i 2016 tog sit sjette mesterskab i træk.
I den efterfølgende sæson blev det heller ikke til ligakampe for Ruibao, men han var til gengæld på en ti dage lang prøvetræning i Manchester City. Her udtrykte den engelske storklub, at de gerne ville skrive kontrakt med Hu Ruibao, men hans kinesiske klub modsatte sig et salg og trak handlen i langdrag, så den ikke kunne nå at blive en realitet inden transferviduet lukkede ved slutningen af januar 2017.

### Vejle Boldklub
Uden udsigt til spilletid i Guangzhou Evergrande åbneder der sig i stedet for en mulighed for Hu Ruibao for at komme til Europa på anden vis. Hans agent, Lucas Chang Jin, er nemlig forretningspartner med Vejle Boldklubs ejer, Andrei Zolotko. Den 9. februar 2017 annoncerede Vejle Boldklub, at Hu Ruibao havde tilsluttet sig resten af truppen og ville skrive under på en kontrakt med klubben på træningslejren Tyrkiet forud for forårssæsonen. Hu Ruibao fik aldrig en tællende kamp på førsteholdet i sin første halvsæson i Vejle Boldklub, men trænede fortsat med i klubben efter sommerpausen i 2017.

### SV Darmstadt 98
Den 28. juni 2017 offentliggjorde Bundesligaklubben SV Darmstadt 98, at de havde Hu Ruibao på prøvetræning. Senere på sommeren lejede de Hu Ruibao for resten af 2017. Han fik dog aldrig en kamp for klubben og vendte retur til Vejle Boldklub i januar 2018.

### Guangzhou Evergrande II
I januar 2018 vendte Ruibao tilbage til Guangzhou Evergrande, som han debuterede for i Chinese Super League den 2. marts 2018.

## International karriere
Hu Ruibao har spillet fem kampe for Kinas U18-landshold og har desuden spillet tre kampe for landets OL-hold, U22-landsholdet.